# Cawker City
Cawker City est une ville du comté de Mitchell (Kansas), aux États-Unis. Elle est située le long de la frontière nord du lac Waconda et du Glen Elder State Park (en). D'après le recensement des États-Unis de 2010, elle compte 469 habitants.
Cawker City est l'une des nombreuses localités à revendiquer posséder la plus grosse pelote de ficelle du monde,,.

## Histoire
Cawker City est fondée en 1870. Elle est nommée en l'honneur de l'un de ses fondateurs, E. H. Cawker. Le premier bureau de poste de la ville est ouvert en juin de la même année. Cawker City est incorporée en 1874.